# Оса (зенитный ракетный комплекс)
«Оса» (индекс ГРАУ — 9К33, по классификации МО США и НАТО: SA-8 Gecko («Геккон»)) — советский автоматизированный войсковой зенитный ракетный комплекс. Комплекс является всепогодным и предназначен для прикрытия сил и средств мотострелковой (танковой) дивизии во всех видах боевых действий.
Разработка началась 27 октября 1960 года, принят на вооружение 4 октября 1971 года. Комплекс оснащён четырьмя зенитными управляемыми ракетами 9M33, модификация «Оса-АК» имеет 6 ракет 9М33М2, а «Оса-АКМ» — 6 ракет 9М33М3. На конец 2007 года являлся наиболее многочисленным в России комплексом войсковой ПВО. На вооружении РФ состоят более 400 машин. Имеет множество различных аналогов за рубежом.
Существуют более современные ракетные комплексы, такие как Тор-М1/2, Панцирь-С1/2, ПЗРК «Верба», перспективный «Сосна», способные более эффективно выполнять задачи Осы-АКМ. «Оса», в отличие от них, имеет затруднения при перехвате целей с низким ЭПР (БПЛА, крылатые ракеты, малозаметные самолёты, вертолёты). Зона поражения цели по высоте — от 10 до 5000 м, по дальности — от 1,5 до 10,3 км (для «Осы-АКМ»).

## История создания
27 июля 1960 года в соответствии с постановлением Совета министров СССР № 1157—487 была начата разработка ЗРК под условным названием «Оса» (на стадии проработки требований проект носил название «Эллипсоид»). Работы велись тяжело, с постоянными срывами сроков. В результате к 1962 году разработка практически не вышла из стадии лабораторной экспериментальной отработки.
Головным разработчиком всего комплекса в целом был НИИ-20 ГКРЭ. Главным конструктором был назначен М. М. Косичкин. За создание ЗУР отвечал Тушинский машиностроительный завод во главе с А. В. Потопаловым. Пусковую установку разрабатывало КБ компрессорного машиностроения ГКАТ.
Наиболее сложной частью работ являлось создание ЗУР. С поставленными сроками разработки Тушинский машиностроительный завод не справился. Поэтому 7 сентября 1964 года постановлением ЦК КПСС и СМ СССР разработчиком ЗУР было назначено ОКБ-2, а главным конструктором по направлению П. Д. Грушин.
В качестве нового срока предъявления ЗРК на испытания был установлен второй квартал 1970 года. Кроме того, новым главным конструктором «Осы» был назначен В. П. Ефремов, а его заместителем являлся И. М. Дризе. Разработка колёсного шасси для ЗРК «Оса» была поручена Брянскому автомобильному заводу.
В марте-июне 1970 года ЗРК «Оса» прошёл испытания, а с июля 1970 по февраль 1971 года проводились совместные испытания. После испытаний и отработки документации 4 октября 1971 года постановлением ЦК КПСС и СМ СССР комплекс был принят на вооружение.

## Состав

### Боевая машина 9А33Б

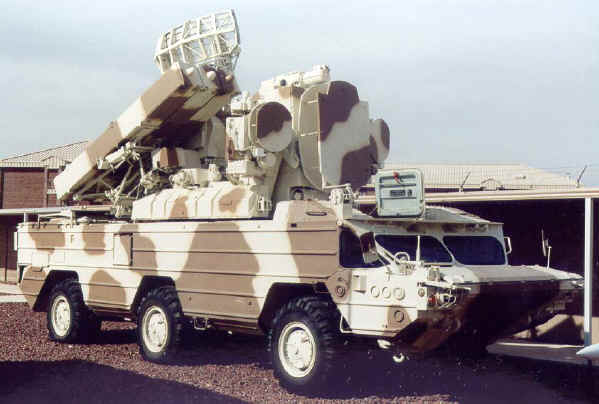

БМ 9А33Б является автономной всепогодной огневой единицей. Машина способна обнаруживать и опознавать воздушные цели в движении. С короткой остановки способна обстреливать одну цель двумя ракетами. Время развёртывания и свёртывания боевой машины не более 5 минут.
В качестве базы используется шасси БАЗ-5937. Шасси трёхосное, для движения по воде снабжено водомётом. Двигатель дизельный. Кроме того, шасси оборудовано средствами навигации и топопривязки. Шасси может транспортироваться самолётом Ил-76 и железнодорожным транспортом.

### Станция обнаружения целей (СОЦ)
Радиолокационная станция кругового обзора. Имеет высокую степень защиты от помех. Решает задачи обнаружения воздушных целей и выдаёт их координаты местонахождения. Вращается со скоростью 33 1/3 оборота в минуту и стабилизирована в горизонтальной плоскости. Возможности антенны обеспечивают обнаружение цели типа истребитель на расстояниях до 27 и 40 км,  при высоте полёта от 50 до 5000 метров, соответственно. Работает в диапазоне частот 6—8 ГГц.

### Станция сопровождения целей (ССЦ)
Осуществляет поиск целей по данным полученным от СОЦ. Производит захват и автосопровождение целей по угловым координатам и дальности и выдаёт точные текущие координаты на счётно-решающий прибор (СРП). ССЦ позволяет захватывать и сопровождать цели на дальности до 14 и 23 км при высоте полёта от 50 до 5000 метров, соответственно. Станция имеет защиту от пассивных и активных помех. Работает в диапазоне частот от 14,2 до 14,8 ГГц.

### Счётно-решающий прибор (СРП)
СРП решает задачу встречи ЗУР с упреждающей траекторией цели при поступлении информации от ССЦ, затем вырабатывает данные для своевременного пуска ракет. Время реакции комплекса от 16 до 26 секунд, что со временем, за десятилетия развития вертолётов, создало сложность в борьбе с «подскакивающими» вертолётами на некоторых участках местности, однако в таком случае практически до создания «Осы» имелись иные варианты противодействия (ПЗРК, зенитная артиллерия малых калибров). «Тунгуска» отодвинула «Осу» от переднего края и соответственно «подскакивающих» вертолётов, чья задача — перехват наступающих танков/разведка.

### ЗУР 9М33
Основным вооружением ЗРК является твердотопливная ЗУР 9М33, выполненная по схеме «утка». Оснащена радиокомандной системой наведения на цель, осколочной боевой частью, неконтактным взрывателем с радиусом срабатывания 5 м и трассёрами в хвостовой части для сопровождения телевизионно-оптическим визиром. Пуск двух ракет по наиболее важным целям осуществляется с задержкой 3—5 сек. Для уменьшения ошибки наведения при стрельбе по целям, находящимся на высотах 50—100 м, ракета наводится на них сверху вниз.

### ТЗМ 9Т217Б
Транспортно-заряжающая машина осуществляет транспортировку двенадцати ЗУР и обеспечивает заряжание боевой машины.

## Модификации

### Советские

#### 4К33 «Оса-М»
Морская версия комплекса «Оса» (по классификации НАТО SA-N-4)

#### 9К33М2 «Оса-АК»
Модернизированный комплекс 9К33М2. Принят на вооружение в 1975 году.
Основные отличия от базового варианта:
1. Расширена зона поражения целей по дальности, высоте и параметру.
2. Изменено устройство СРП, добавлена возможность наведения ЗУР на цель, движущуюся со скоростью до 500 м/с и маневрирующую с перегрузкой до 8 единиц.
3. Имеет возможность обстрела и поражения целей на догонных курсах при скорости движения до 300 м/с.
4. Повышена защищённость от воздействия радиоэлектронных помех, улучшены условия автосопровождения целей в пассивных помехах.
5. Используется новая элементная база, повышена общая надёжность функционирования БМ.
6. Усовершенствован радиовзрыватель ЗУР. Новый взрыватель обеспечивает снижение нижней границы зоны срабатывания до 27 метров.
7. ЗУР размещена в ТПК. Повышен гарантийный срок использования ракет до 5 лет и повышена радиационная стойкость.
8. Обеспечена транспортировка восьми ЗУР и заряжание боевой машины.

#### 9К33М3 «Оса-АКМ»
Дальнейшая модернизация комплекса. Эта модификация может эффективно бороться с самолётами и вертолётами при прикрытии войск во всех видах боевых действий и в условиях активного радиоэлектронного противодействия. Зона поражения по высоте: от 10 до 5000 м, по дальности: 1,5—10,3 км.
Работы по совершенствованию БМ ЗРК «Оса» и его ракеты были начаты в ноябре 1975 года под условным названием «Мара». Приёмно-сдаточные испытания модернизированный комплекс прошёл в 1977 году, а государственные испытания были пройдены в декабре 1979 года. В 1980 году ЗРК был принят на вооружение под обозначением «Оса-АКМ».
Основные изменения, произведённые в ЗРК «Оса-АКМ»:
1. Расширена зона поражения.
2. Увеличена разрешающая способность индикатора кругового обзора СОЦ по азимуту и дальности.
3. Уменьшена вероятность срабатывания радиовзрывателя от земли и повышена точность наведения ракеты за счёт усовершенствованного СРП.
4. Возможность обстрела целей, движущихся со скоростями до 500 м/с и маневрирующих с перегрузкой до 8 единиц, а также возможность обстрела целей летящих со скоростью до 300 м/с вдогон.
5. Увеличена плотность потока осколков. За счёт принудительной подачи радиокоманды на подрыв БЧ улучшена возможность коррекции области срабатывания радиовзрывателя.
6. Повышена надёжность работы БМ за счёт перевода на новую элементную базу. Улучшена общая помехозащищённость.
7. Доработан радиовзрыватель.
8. 6 ЗУР в ТПК на боевой машине.

### Белорусские

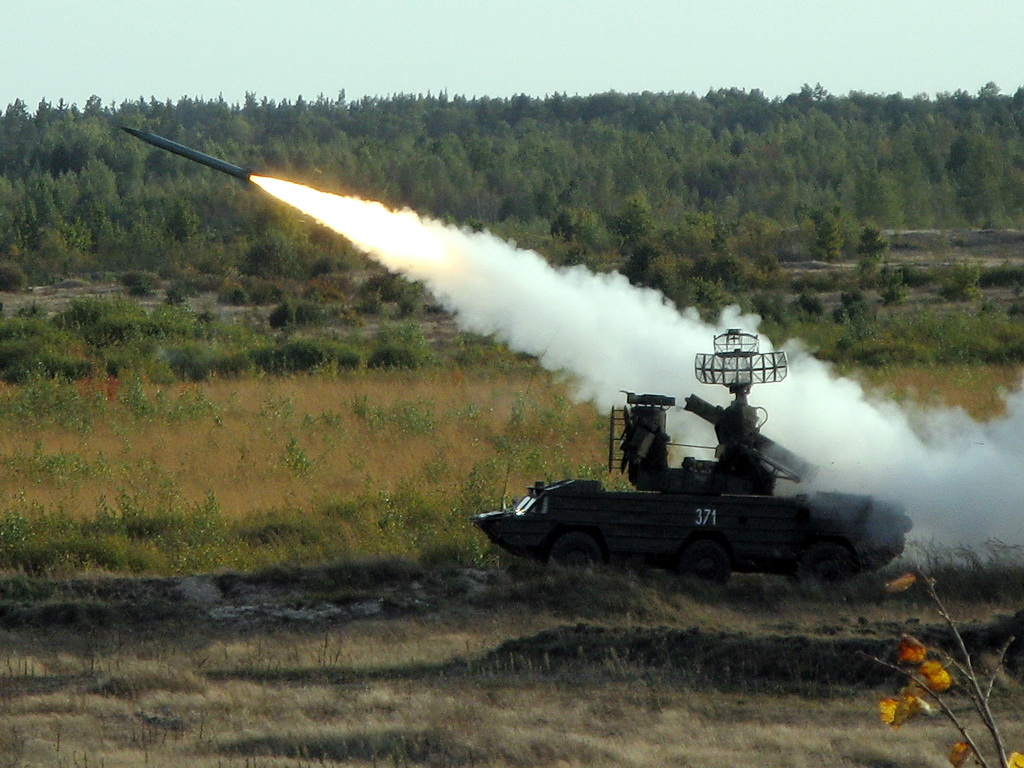
Боевые пуски ЗРК «Оса» белорусских ВВС и войск ПВО на полигоне Доманово во время СОУ «Запад-2009»

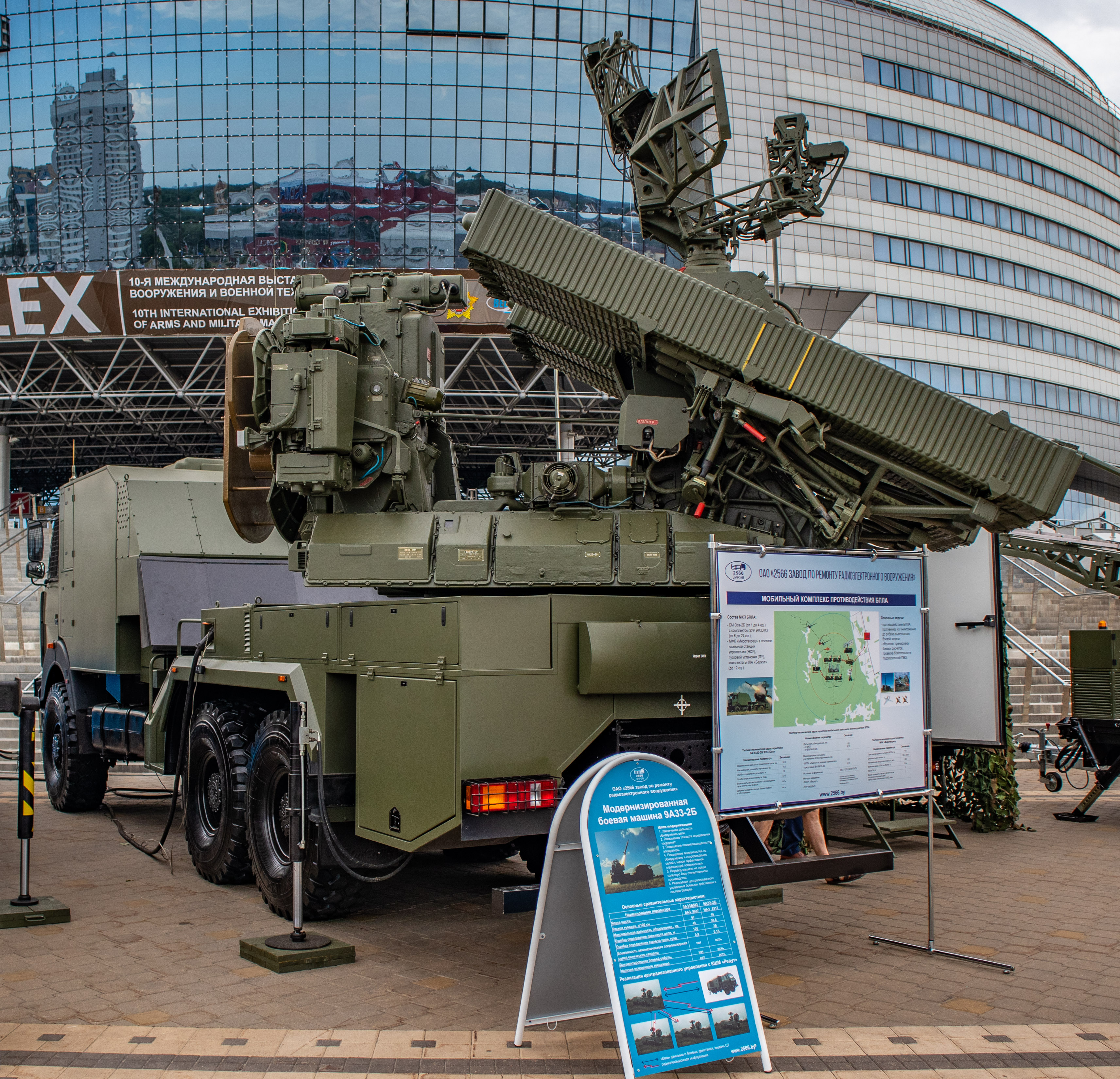
Пусковая установка 9А33-2Б на шасси МАЗ

#### 9К33-1Т «Оса-1Т»
Белорусский вариант модернизации 9К33. Работы по модернизации начаты в 2001 году белорусским Научно-производственным унитарным предприятием «Тетраэдр». Впервые ЗРК был представлен на выставках вооружений «MSPO-2003» в г. Кельце и «MILEX-2003» в г. Минск.
Основные отличия от базового варианта «Оса-АК(М)»:
1. На ЗУР применена новая система наведения, позволяющая поражать летательные аппараты со скоростями до 700 м/с на дальностях до 12 км и высотах до 7 км. Заявляется вероятность поражения аэродинамической цели или вертолёта одной ЗУР — 0,6...0,8, а маневрирующей цели — 0,4...0,7. Заявлена возможность поражения малоразмерных целей, в том числе выполненных по технологиям малозаметности, а также вертолётов огневой поддержки до рубежа пуска ими высокоточного оружия. Установка новой системы наведения позволила повысить объём зоны поражения в 2,06 раза при стрельбе навстречу целям со скоростями до 300 м/с и в 4 раза для целей со скоростями до 500 м/с[15].
2. Повышена помехозащищённость ЗРК. В тракты СОЦ и ССЦ установлены твердотельные усилители высокой частоты (УВЧ) с низкими коэффициентами шума и расширенным динамическим диапазоном. Эти меры, совместно с введением системы цифровой обработки сигналов СОЦ и ССЦ, обеспечивают более высокую помехозащищённость модернизированного ЗРК. Дополнительно в состав аппаратуры введена оптико-электронная система ОЭС-1Т с теплопеленгатором (рабочий диапазон: 8—12 мкм), телевизионным каналом (с лучшими, чем у штатного телевизионно-оптического визира 9Ш38-2, характеристиками) и лазерным дальномером (длина волны — 1,06 мкм) для измерения дальности до цели в режиме радиомолчания. Введение оптико-электронной системы для сопровождения цели позволяет повысить живучесть в условиях применения противником противорадиолокационных ракет и полного радиоэлектронного подавления[15].
3. Повышена степень автоматизации боевой работы. Установлено автоматизированное рабочее место начальника расчёта АРМ-1Т на базе современной ЭВМ, позволяющее автоматизировать расчёт зоны поражения по сопровождаемой цели в реальном масштабе времени, выводить формуляр сопровождаемой цели на ЖКИ АРМ. Из состава батареи исключён командирский пульт управления ПУ-12М, а управление действиями батарей (до 4 машин) организовано от ведущей боевой машины по принципу «ведущий-ведомый», что позволило автоматизировать задачи целераспределения, целеуказания и координации действий батареи в областях перекрытия зон поражения пусковых установок 9А33-1Т[15].
4. Повышена надёжность ЗРК за счёт перевода на новую элементную базу до 80% аппаратуры. Повышен ресурс аппаратуры, снижена номенклатура запасных частей и время, требуемое для технического обслуживания. Введён режим «электронный выстрел», позволяющий осуществлять комплексную проверку систем, входящих в контур управления пуском ЗУР. Из состава ЗРК исключён тренажёр 9Ф632 (на базе ЗИЛ-131), его функции реализованы в аппаратуре функционального контроля и тренажёра АФКТ-1Т, входящих в каждую БМ[12][15].

Показательные боевые стрельбы для 11 иностранных делегаций были проведены 4 октября 2005 года на 174-м полигоне ВВС и войск ПВО в п. Доманово, где «Оса-1Т» показала сопровождение и поражение всех мишеней ИВЦ-М2 с расходом не более одной ЗУР на мишень. Также сообщается, что по результатам стрельб заключены три договора с иностранными заказчиками на модернизацию «Оса-АК».
| Сравнительные ТТХ ЗРК «Оса-АК(М)» и «Оса-1Т»                                          | Сравнительные ТТХ ЗРК «Оса-АК(М)» и «Оса-1Т» | Сравнительные ТТХ ЗРК «Оса-АК(М)» и «Оса-1Т» |
| ТТХ                                                                                   | «Оса-АК(М)»                                  | «Оса-1Т»                                     |
| ------------------------------------------------------------------------------------- | -------------------------------------------- | -------------------------------------------- |
| Год принятия на вооружение                                                            | 1980                                         | 2005                                         |
| Канальность по цели                                                                   | 1                                            | 2                                            |
| Канальность по ракете                                                                 | 2                                            | 2                                            |
| Максимальная скорость цели навстречу/вдогон, м/с                                      | 500/300                                      | 700/350                                      |
| Минимальная высота поражения цели, м                                                  | 15                                           | 15                                           |
| Максимальная высота поражения цели, км                                                | 5                                            | 7                                            |
| Дальность до ближней границы зоны поражения, км                                       | 1,5                                          | 1,5                                          |
| Дальность до дальней границы зоны поражения, км                                       | 10,3                                         | 12                                           |
| Максимальный курсовой параметр цели, км                                               | 6                                            | 8                                            |
| Методы наведения ЗУР                                                                  | ТТ, Н, Фи, Горка                             | КДУ, МТТ                                     |
| Вероятность поражения цели одной ЗУР: * истребитель * вертолёт * маневрирующая цель   | 0,5...0,7 0,4...0,7 0,2...0,5                | 0,65...0,84 0,6...0,8 0,4...0,7              |
| Объём зоны поражения при стрельбе навстречу при Vц=300 м/с: * в км³ * прирост в разах | 480 —                                        | 992 2,06                                     |
| Объём зоны поражения при стрельбе навстречу при Vц=500 м/с: * в км³ * прирост в разах | 120 —                                        | 480 4                                        |

#### T38 «Стилет»
В состав комплекса T38 входят:
- боевая машина Т381 (на шасси МЗКТ-69222),
- двухступенчатая ракета T382 (КБ «Луч», Украина),
- транспортно-заряжающая машина Т383,
- юстировочная машина Т384,
- машина технического обслуживания Т385,
- автоматизированная контрольно-испытательная подвижная станция Т386,
- комплект наземного оборудования Т387.

Может использовать ракету 9M33M3 комплекса «Оса-АКМ».

### Польские
Osa-AKM-P1 «Żądło» (SAM-8 «Sting»)
Польский вариант модернизации «Оса-АК(М)». Работы по модернизации начаты в 2001 году заводом вооружения № 2 г. Грудзёндз. Впервые ЗРК Osa-AKM-P1 «Żądło» («Жало») был представлен на выставках вооружений «MSPO-2003» в г. Кельце и «MILEX-2003» (г. Минск). Комплекс является модернизацией советского ЗРК «Оса-АК/АКМ» путем частичного перехода на новую элементную базу, повышения помехозащищенности, внедрения цифровой обработки сигнала, новых средств индикации и установки цифровых мониторов. Однако одним из ключевых улучшений стало появление пассивной прицельно-поисковой оптоэлектронной станции, позволяющей осуществлять поиск и обстрел целей без использования РЛС, что теперь не демаскирует комплекс в ходе боевой работы.

## Эксплуатанты
- Россия:

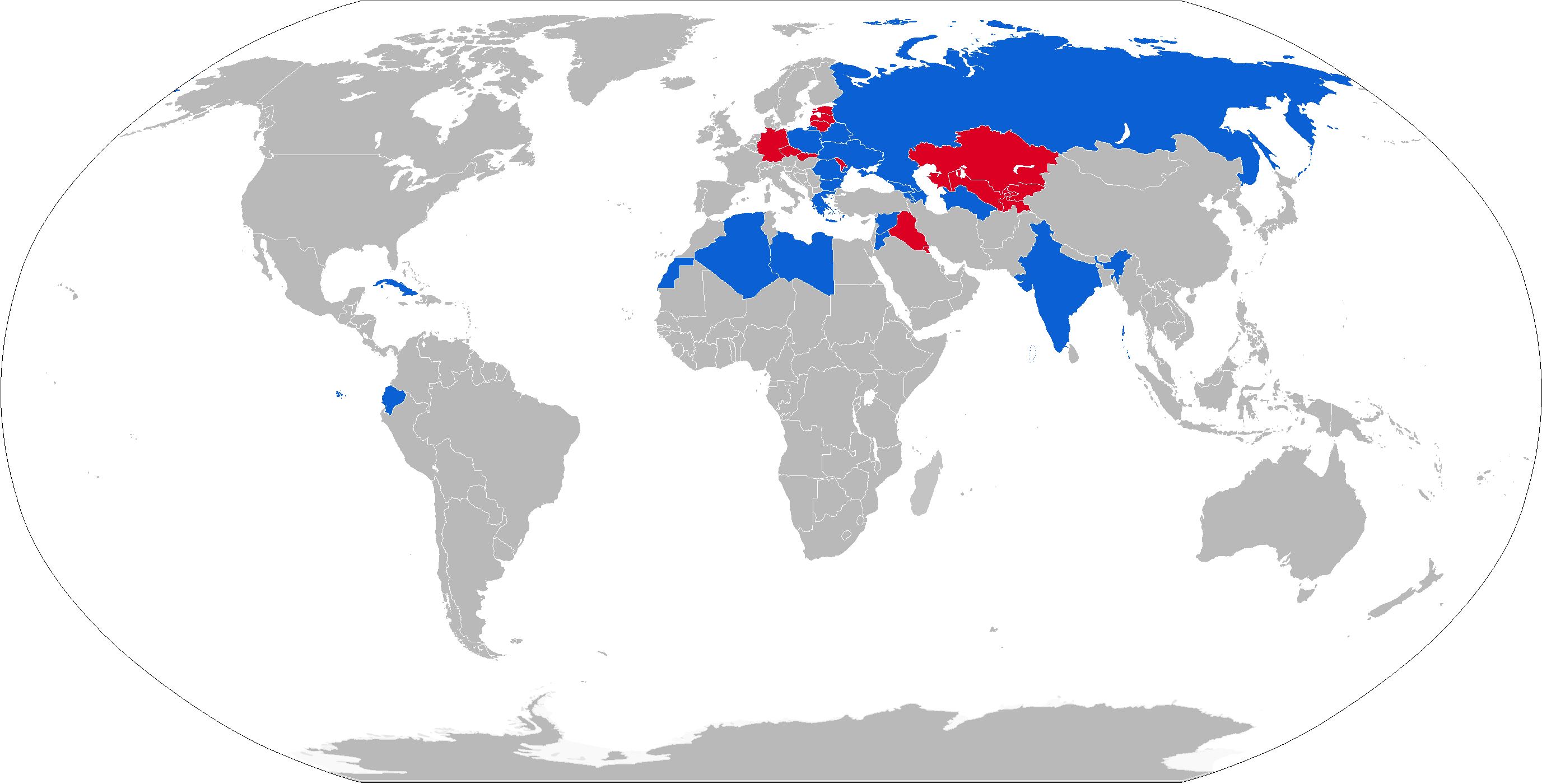
Эксплуатанты ЗРК Оса

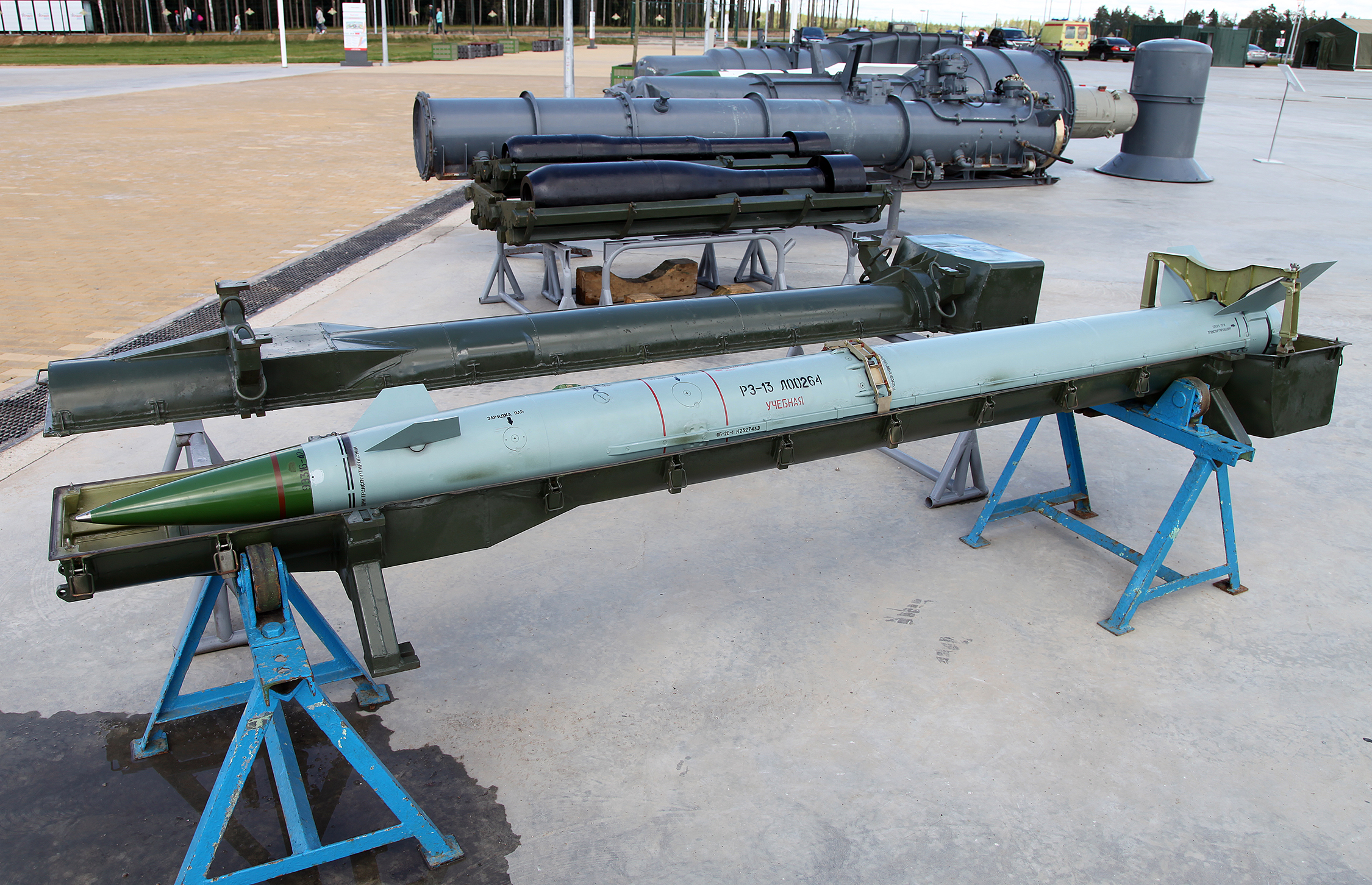
Зенитная ракета 9М33 парке «Патриот».

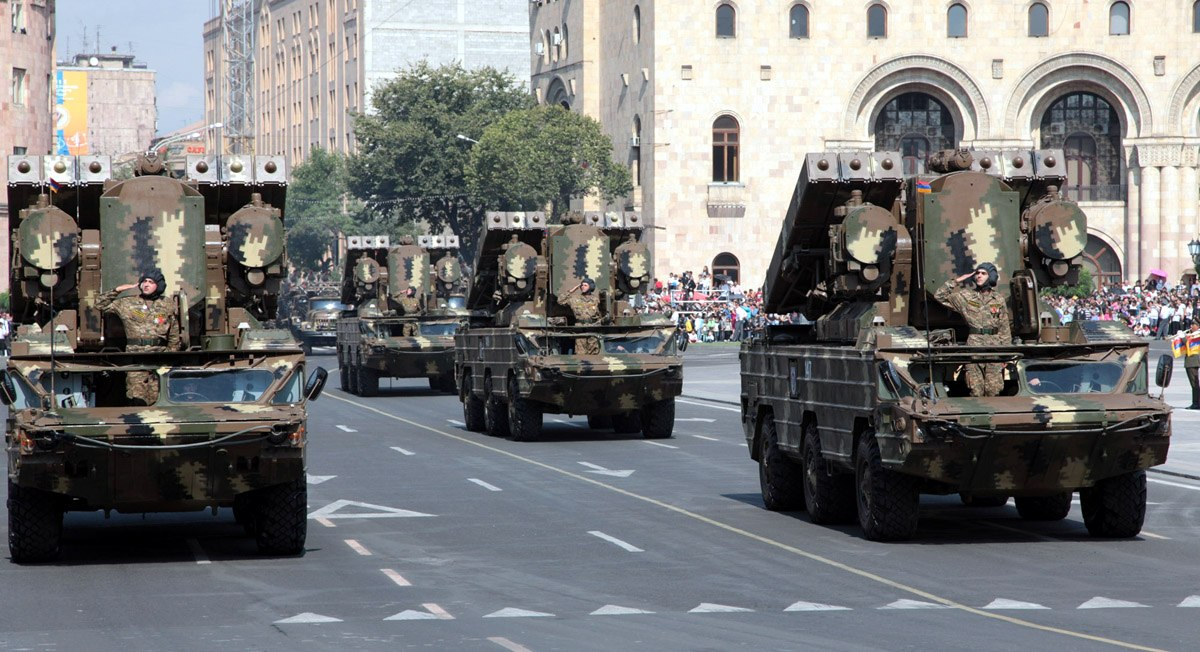
ЗРК Оса вооружённых сил Армении

  - Сухопутные войска России — 390 9К33М3 по состоянию на 2024 год[18]
  - Морская пехота России — 20 9К33 по состоянию на 2024 год[19]
- Азербайджан — 80 9К33 по состоянию на 2020 год[20].
- Алжир — 48 9К33М по состоянию на 2022 год[21];
- Ангола — 15 9К33 по состоянию на 2022 год[22].
- Армения — некоторое количество (40—60[23]) 9К33 по состоянию на 2016 год[24]. Дополнительно 35 ед. закуплено у Иордании в начале 2020 года[25]. Не менее 22-х потеряно во время Второй карабахской войны[26]
- Беларусь — 72 9К33 Оса-АКМ, по состоянию на 2016 год[27][28]
- Болгария — 24 9К33 по состоянию на 2023 год.[29]
- Греция — 38 9К33М3 по состоянию на 2024 год[30]. Первые 20 экземпляров «Оса-АКМ» поставлены в конце 1998 года[17].
- Грузия — 8 9К33М2 «Оса-АК» и 6-10 9К33М3 «Оса-АКМ» по состоянию на 2023 год.[31]
- Индия:
  - Сухопутные войска Индии — более 50 9К33М2 по состоянию на 2023 год.[32]
  - Военно-воздушные силы Индии — 80 9К33М2 по состоянию на 2016 год[33].
- Куба — не более 10 ПУ 9К33 по состоянию на 2023 год[34][35]
- Польша — 64 9К33М2 «Оса-АК» по состоянию на 2024 год[36].
- Сирия — некоторое количество (около 14[37]) 9К33 по состоянию на 2015 год. Всего поставлено 63 ЗРК Оса[34].
- Туркменистан — 40 9К33 по состоянию на 2016 год[38].
- Украина — 65 9К33 по состоянию на 2024 год[39].
- Эквадор — 10 9К33 по состоянию на 2023 год.[40].

### Бывшие эксплуатанты
- Иордания — 48 9К33М по состоянию на 2016 год[41].
- Ливия — некоторое количество 9К33 по состоянию на 2012 год[42].
- СССР — перешли к образовавшимся после распада государствам.
- ГДР,  затем  Германия — 41 ОСА-АК отошли к Германии после объединения, эксплуатация была запланирована до 2000 года[43].

## Боевое применение
1. На малой дальности РЛС комплекса обеспечивала высокое соотношение сигнал-шум даже в условиях помех, а в случае невозможности этого оставалась возможность работы, используя оптический визир[44], поэтому при применении сирийских ЗРК «Оса» в боевых действиях в южном Ливане в начале 1980-х годов израильские ВВС были вынуждены применять массовый запуск беспилотных летательных аппаратов в качестве ложных целей, с последующей атакой ударной авиации на позиции израсходовавших боекомплект ЗРК[45]. Таким образом были уничтожены 3 комплекса, а 4-й ЗРК «Оса» сбил один израильский разведчик RF-4E[44], количество уничтоженных при этом БПЛА не уточняется.
2. 12 октября 1981 года бойцы Полисарио с помощью ЗРК «Оса» сбили марокканский самолёт — воздушный командный пост C-130H «Геркулес», весь экипаж погиб. На следующий день с помощью «Осы» был сбит летящий на максимальной скорости истребитель Mirage F.1[46][47][48].
3. В ходе военных действий в Анголе в 1987—1988 году ЗРК «Оса» сбили один самолёт Atlas AM.3C Bosbok, два БПЛА IAI Scout и один Kentron Seeker[44][49].
4. Перед началом операции «Буря в пустыне» специальное подразделение США с использованием вертолётов проникло на территорию Кувейта, захватило и вывезло ЗРК «Оса» со всей технической документацией, заодно пленив и боевой расчёт, состоявший из иракских военнослужащих[45].
5. В ходе боевых действий в Кувейте иракским ЗРК «Оса» были сбиты несколько крылатых ракет «Томагавк»[44][45].
6. Комплекс применялся в ходе войны в Грузии в августе 2008 года российской и грузинской сторонами. По некоторым данным, модернизированным комплексом «Оса-АК/АКМ» был сбит российский Ту-22М3[50].
7. 9К33М2 поставлялась также в Ирак в 1984—1984 гг. и участвовала в Ирано-Иракском конфликте; поставлено 2 дивизиона по 3 батареи.
8. В 90-х годах во время Первой карабахской войны с помощью ЗРК «Оса» было сбито по меньшей мере 3 азербайджанских самолёта[51].
9. В ходе Гражданской войны в Сирии[52][53][54][55]. Всего ЗРК «Оса» было выпущено 11 ракет, поражено 5 целей[56]. Самым известным случаем применения «Осы» стало сбитие сирийского бомбардировщика Су-24МК2 в июне 2015 года[57].
10. В ходе Второй Карабахской войны[58][59][60][61], азербайджанские ударные БПЛА Bayraktar TB2, имеющие потолок в 8 км, уничтожили не менее 6 ЗРК «Оса АК» советского производства, состоящих на вооружении Армии обороны НКР[62][63]. По информации Азербайджана — в ходе боёв уничтожено или захвачено в общей сложности около 40 ЗРК «Оса», принадлежавших Армии обороны НКР[64]. В то же время, ЗРК этого типа в составе ПВО НКР сбили большинство из уничтоженных воздушных целей в этой войне, по словам армянской стороны[65].
11. Комплекс используется обеими сторонами[66] в ходе вторжения России на Украину, украинской стороной, в том числе для уничтожения российских крылатых ракет[67]. Некоторое количество российских ЗРК были захвачены украинской стороной в ходе контрнаступления[68][69]